# Ríos del Paraíso

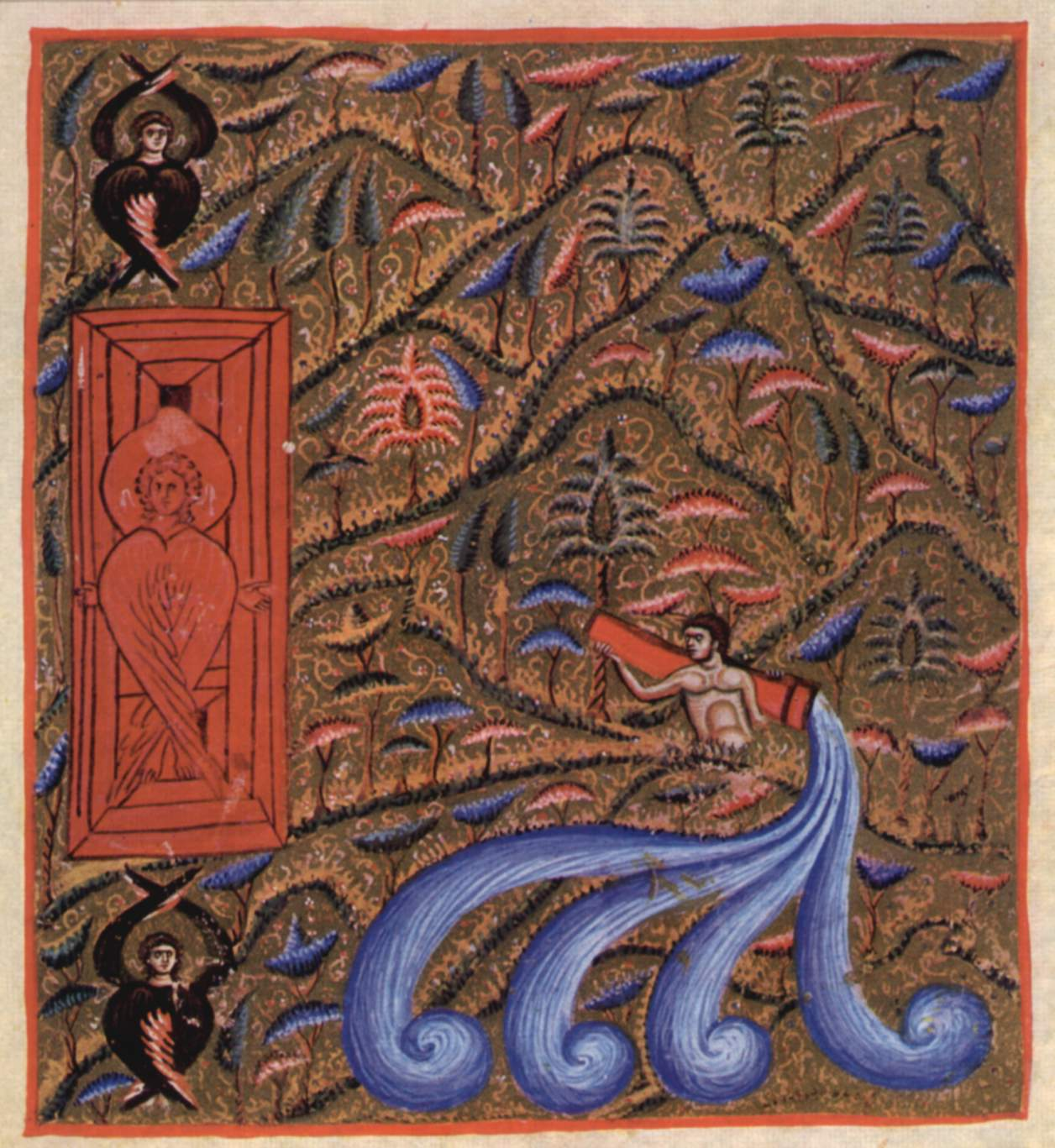
Los cuatro ríos del Paraíso en un manuscrito del.

Los cuatro ríos del Paraíso o los ríos del Edén son cuatro ríos descritos en el Génesis 2:10-14, donde un arroyo sin nombre fluye desde el Jardín del Edén y se divide en cuatro afluentes: el Pisón, el Gihón, el Hiddekel (Tigris) y el Phrath (Éufrates). Estos cuatro ríos están presentes en el Paraíso de las religiones abrahámicas.

## Geografía
A pesar de que muchos expertos descartan esta atribución geográfica del Jardín del Edén, se puso mucho empeño en identificar estos ríos del Génesis con los reales, con la premisa de que el Jardín era "obviamente una realidad geográfica" y descartando, por ende, que el lugar físico de los ríos dependa de cada interpretación. Para este segundo grupo de eruditos, la atribución del Éufrates no tiene duda, la mayoría son favorables al Tigris (Hiddekel), aunque la identificación del Pisón y el Gihón es ambigua.
En la Biblia griega, la traducción más antigua del Antiguo Testamento en griego antiguo, en el Libro del Génesis estos cuatro ríos aparecen como Φισῶν para el Pisón, Γεῶν para el Gihón, Τίγρις para el Hiddekel y Εὐφράτης para el Phrath. Desde entonces, surge una pregunta: ¿Cómo llegan estos ríos celestiales hasta la Tierra? En la Antigüedad se daban varias respuestas a esta cuestión.

## Judaísmo
La tradición rabínica no interpreta los ríos literalmente, sino que representan miel, leche, bálsamo y vino. El Génesis Rabbah identifica los ríos como las cuatro esquinas del mundo: el Pisón sería Babilonia, el Gihón sería la región de Media, el Hiddekel sería Grecia y el Éufrates sería Roma. También destaca que todas las aguas del mundo provienen de las raíces del Árbol de la Vida.

## Cristianismo

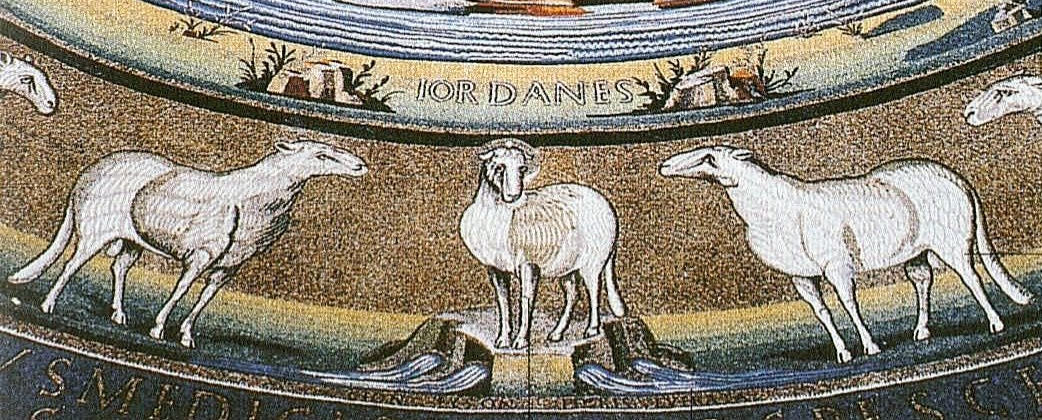
Los cuatro ríos del Paraíso fluyendo bajo los pies del cordero de Dios (mosaico de la basílica de los santos Cosme y Damián, c. 530)

Adam S. Cohen destaca que la siguiente asociación fue establecida anteriormente, en una misiva a Cipriano de Cártago en el 256, aunque es San Ambrosio quien interpreta los ríos como cuatro evangelistas, con el agua de vida fluyendo desde el mundo de Cristo, la fuente de la vida, para traer la salvación. En los libros litúrgicos la conexión se estableció tanto en los títulos como en las ilustraciones, como en la Biblia de Vivian. En el siglo XI, el Códex de Uta asoció el Gihón con Mateo y con la felicidad, el Tigris con Marcos y la celeridad, el Éufrates con Lucas y la fertilidad, y el Pisón con Juan y la inspiración. El comentario pseudo-Jerónimo de los Evangelios del siglo VII contiene diversas asociaciones con los evangelistas y otros cuádruplos, como los cuatro elementos y los puntos cardinales.
Los cuatro ríos del Paraíso se usaban frecuentemente en el arte cristiano entre los siglos IV y VI, y posteriormente en el Medievo, especialmente durante el Imperio carolingio, con numerosas alegorías. En el arte los ríos aparecen normalmente fluyendo bajo los pies o el trono de Cristo y se suelen representar dos ciervos bebiendo de estos arroyos, tal y como se describe en el Salmo 42: "Como el ciervo brama por las corrientes de las aguas, así clama por ti, oh Dios, el alma mía". En la catedral de Chartres los ríos están representados como jóvenes que portan vasijas de agua.

## Islam

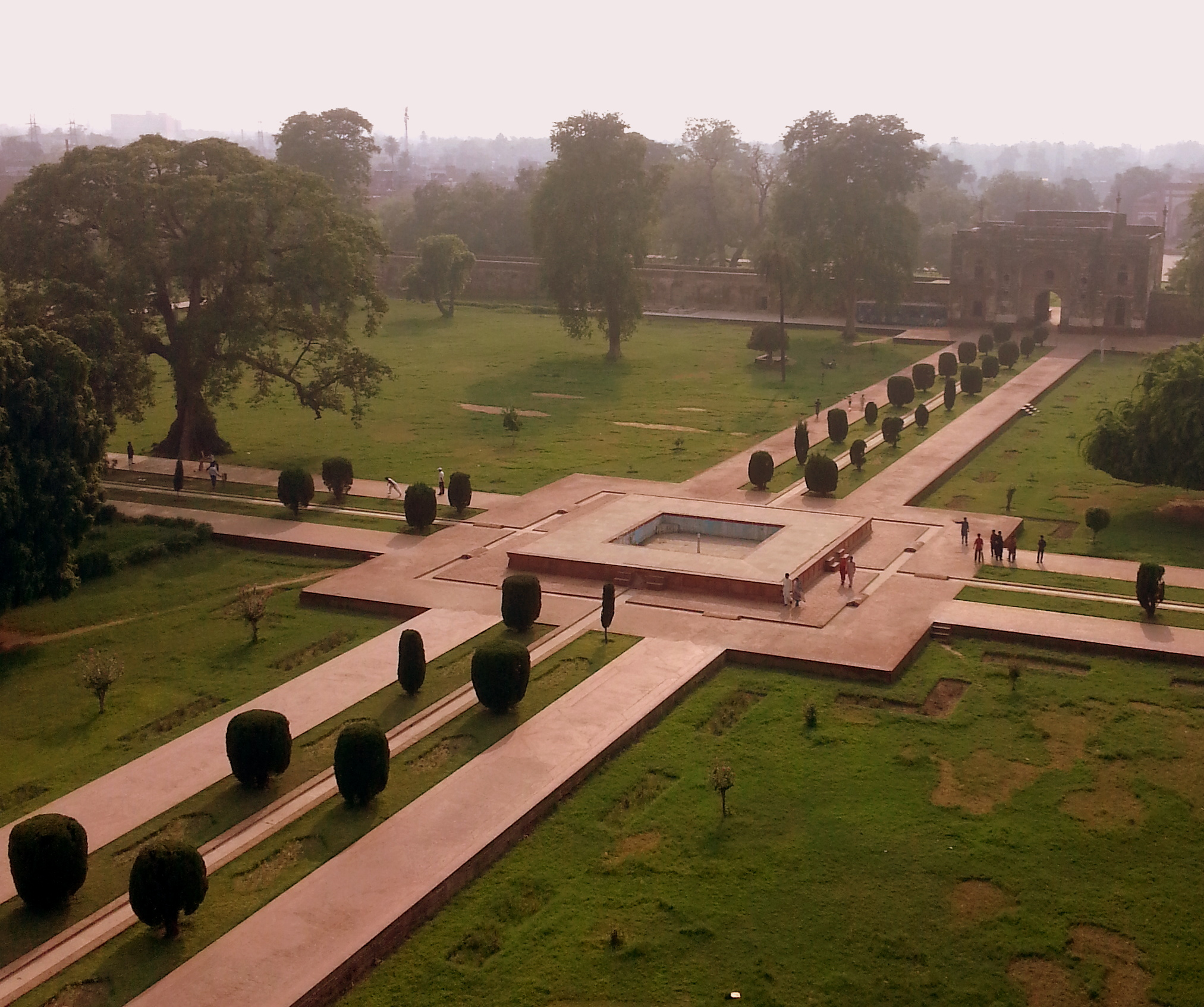
Vista del jardín persa chahar bagh de la tumba de Jahangir, en Lahore

Al igual que el judaísmo, el islam explica que los ríos del Paraíso (anhār al-janna) llevan miel, leche, agua y vino (Corán 47:15). Sin embargo, Hosseinizadeh destaca que estos no son los mismos ríos que los de la Biblia, ya que existen cuatro tipos de ríos, no cuatro ríos en este verso. Además, hay más tipos de ríos en el libro sagrado (Corán 76:5-6 y 76:17-18), por lo que no habría correlación entre los ríos bíblicos del Paraíso y los coránicos. El Corán usa la expresión "bajo ellos", entendiéndose que los ríos fluyen bajo los árboles, los jardines y los aposentos del paraíso.
Los cuatro ríos similares a los del Génesis pueden encontrarse en varios hadices. Un hadiz de Mahoma relata que los cuatro ríos emergen del paraíso: el Éufrates, el Nilo, el Sayhān y el Jayhān; Hosseinizadeh alerta de que los dos últimos no son necesariamente el Sir Daria y el Amu Daria. En un hadiz narrado por Ibn Abbás, el Tigris también está incluido como uno de los ríos del Paraíso, el Sayhān está identificado como el Hinds, y el Jayhān como el Balkh. En el hadiz de Isra y Mirach, Mahoma es testigo de los cuatro ríos de agua, leche, vino y miel que fluyen desde la base del árbol Sidrat al-Muntaha. Hunt dibuja paralelos entre los ríos del Paraíso y el chahar bagh, un estilo de jardín persa dividido en cuatro zonas.